# Aaron Heilman
Pour les articles homonymes, voir Heilman.
Aaron Michael Heilman (né le 12 novembre 1978 à Logansport, Indiana, États-Unis) est un lanceur droitier de baseball qui a évolué dans les Ligues majeures entre 2003 et 2011.

## Mets de New York
Aaron Heilman est le choix de première ronde des Mets de New York en 2001. Il fait ses débuts dans les majeures avec les Mets le 26 juin 2003 comme lanceur partant. Malgré un seul point mérité accordé en six manches, il écope du revers dans une défaite de 6-1 des Mets face aux Marlins de la Floride. Heilman reçoit sa première victoire le 21 juillet dans un gain de 8-6 sur les Phillies de Philadelphie et complète sa première saison avec un dossier de 2-7 et une moyenne de points mérités de 6,75 en 14 parties et 65 manches et un tiers lancées.
Il passe la saison 2004 en ligues mineures et fait cinq apparitions au monticule pour New York, présentant une fiche de 1-3 et une moyenne de 5,46.
Il revient dans l'effectif régulier des Mets en 2005, mais cette fois comme lanceur de relève. Il est employé dans 53 parties et passe 108 manches au monticule. Il abaisse considérablement sa moyenne de points mérités (3,17) et affiche un dossier de 5-3 avec cinq sauvetages en relève. Dans l'une de ses sept sorties de l'année comme partant, il réussit sa première partie complète et son premier blanchissage en carrière dans un gain de 4-0 sur les Marlins le 15 avril, alors qu'il lance un match d'un seul coup sûr.
De 2006 à 2008, Heilman est souvent utilisé par les Mets : 74, 81 et 78 sorties lors de ces saisons. En 2006, il joue pour la première fois en séries éliminatoires. Lors du 7e match de la Série de championnat de la Ligue nationale au Shea Stadium de New York le 19 octobre, alors que la marque est de 1-1 et que les Mets ne sont qu'à une victoire de la Série mondiale, il accorde en début de 9e manche un circuit de deux points à Yadier Molina, qui fait gagner les Cardinals de Saint-Louis 3-1 et les propulse en finale. Heilman est le lanceur perdant de ce match.
En 2007, Heilman affiche un dossier de 7-7 et sa moyenne de points mérités n'est que de 3,03. Il réussit un sauvetage. Sa saison 2008 est plus difficile : fiche de 3-8 et moyenne de 5,21. Ses ennuis au monticule et ceux de ces collègues de l'enclos de relève sont pour beaucoup dans la débandade des Mets, qui échappent au profit des Phillies de Philadelphie le championnat de la division Est.

## Cubs de Chicago
Le 11 décembre 2008, Heilman passe aux Mariners de Seattle dans une transaction à trois équipe incluant aussi les Indians de Cleveland et dans laquelle les Mets font l'acquisition du releveur J. J. Putz. Heilman ne jouera pas à Seattle puisque les Mariners le cèdent aux Cubs de Chicago le 28 janvier 2009, toujours pendant l'entre-saison, obtenant en retour du joueur de champ intérieur Ronny Cedeño et du lanceur Garrett Olson.
Avec les Cubs durant la saison 2009, Heilman est une de fois plus utilisé souvent en relève. Il lance 72,1 manches en 70 sorties, présentant une fiche de 4-4 avec une moyenne de 4,11 et un sauvetage.

## Diamondbacks de l'Arizona

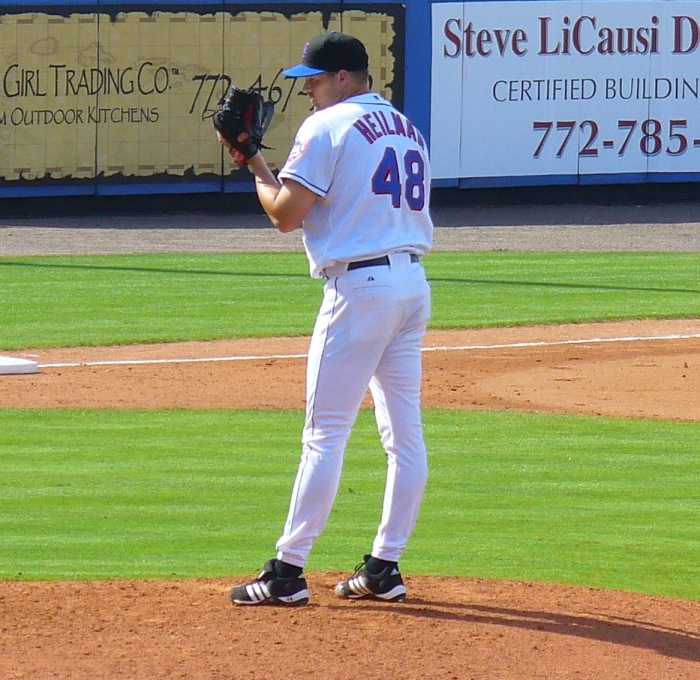
Aaron Heilman avec les Mets de New York en 2007.

Le 19 novembre 2009, Aaron Heilman passe des Cubs aux Diamondbacks de l'Arizona en retour de deux joueurs d'avenir, le lanceur gaucher Scott Maine et le joueur de premier but Ryne White.
Devenu agent libre après la saison 2010, il accepte un nouveau contrat d'un an avec les Diamondbacks. En 32 sorties et 35,1 manches au monticule en 2011, il remporte quatre victoires en cinq décisions pour les D-Backs, mais sa moyenne atteint 6,88 points mérités par partie. Arizona le libère de son contrat en cours de saison le 19 juillet.

## Phillies de Philadelphie
Le 22 juillet 2011, Heilman accepte un contrat des ligues mineures offert par les Phillies de Philadelphie. Il est libéré moins d'un mois plus tard, sans avoir obtenu un rappel du grand club.

## Pirates de Pittsburgh
Il rejoint les Pirates de Pittsburgh en août 2011 mais, encore une fois, ne joue qu'en ligue mineure, cette fois chez les Indians d'Indianapolis.

## Rangers du Texas
Le 10 janvier 2012, Heilman accepte un contrat des ligues mineures proposé par les Mariners de Seattle. Libéré le 1er avril à la fin du camp d'entraînement des Mariners, il est mis sous contrat le 4 avril par les Rangers du Texas, qui l'assignent immédiatement à leur club-école de Round Rock.